# 大相岭自然保护区
大相岭自然保护区位于中国四川省荥经县西南，大相岭南段余脉东北。总面积29,000公顷。主要保护对象为大熊猫、四川羚牛、珙桐、红豆杉等。该区共记录有兽类7目27科79种，鸟类17目53科263种。